# Thyra Hedvall
Thyra Hedvall (* 31. Dezember 1911; † 12. Februar 2004) war eine schwedische Badmintonspielerin.

## Karriere
Thyra Hedvall siegte 1937 erstmals bei den nationalen Titelkämpfen in Schweden. Insgesamt gewann sie 17 Titel in ihrer Heimat.

## Sportliche Erfolge
| Saison    | Veranstaltung                     | Disziplin   | Platz | Name                                                    |
| --------- | --------------------------------- | ----------- | ----- | ------------------------------------------------------- |
| 1936/1937 | Schweden: Einzelmeisterschaft     | Dameneinzel | 1     | Thyra Hedvall (SBK)                                     |
| 1936/1937 | Schweden: Einzelmeisterschaft     | Damendoppel | 1     | Thyra Hedvall / Märtha Sköld (SBK)                      |
| 1937/1938 | Schweden: Einzelmeisterschaft     | Damendoppel | 1     | Thyra Hedvall / Märtha Sköld (SBK)                      |
| 1937/1938 | Schweden: Einzelmeisterschaft     | Dameneinzel | 1     | Thyra Hedvall (SBK)                                     |
| 1938/1939 | Schweden: Einzelmeisterschaft     | Damendoppel | 1     | Thyra Hedvall / Carin Stridbäck (Försäkringsmännen)     |
| 1938/1939 | Schweden: Einzelmeisterschaft     | Dameneinzel | 1     | Thyra Hedvall (Försäkringen)                            |
| 1939/1940 | Schweden: Einzelmeisterschaft     | Damendoppel | 1     | Brita Bergström / Thyra Hedvall (Försäkringsmännen)     |
| 1940/1941 | Schweden: Einzelmeisterschaft     | Damendoppel | 1     | Thyra Hedvall / Carin Stridbäck (Försäkringsmännen)     |
| 1941/1942 | Schweden: Einzelmeisterschaft     | Damendoppel | 1     | Thyra Hedvall / Carin Stridbäck (Försäkringsmännen)     |
| 1942/1943 | Schweden: Einzelmeisterschaft     | Damendoppel | 1     | Thyra Hedvall / Märtha Sköld (SBK)                      |
| 1942/1943 | Schweden: Einzelmeisterschaft     | Dameneinzel | 1     | Thyra Hedvall (SBK)                                     |
| 1943/1944 | Schweden: Einzelmeisterschaft     | Damendoppel | 1     | Thyra Hedvall / Märtha Sköld (SBK)                      |
| 1944/1945 | Schweden: Einzelmeisterschaft     | Mixed       | 1     | Olle Wahlberg / Thyra Hedvall (SBK)                     |
| 1945/1946 | Schweden: Einzelmeisterschaft     | Damendoppel | 1     | Thyra Hedvall / Märtha Sköld (SBK)                      |
| 1946/1947 | Schweden: Einzelmeisterschaft     | Damendoppel | 1     | Thyra Hedvall / Märtha Sköld (SBK)                      |
| 1949/1950 | Schweden: Einzelmeisterschaft     | Damendoppel | 1     | Thyra Hedvall / Carin Ternström (SBK / Fjäderbollen)    |
| 1949/1950 | Schweden: Einzelmeisterschaft O35 | Dameneinzel | 1     | Thyra Hedvall (SBK)                                     |
| 1951/1952 | Schweden: Einzelmeisterschaft O35 | Dameneinzel | 1     | Thyra Hedvall (SBK)                                     |
| 1952/1953 | Schweden: Einzelmeisterschaft O35 | Dameneinzel | 1     | Thyra Hedvall (SBK)                                     |
| 1953/1954 | Schweden: Einzelmeisterschaft     | Damendoppel | 1     | Ingrid Dahlberg / Thyra Hedvall (SBK)                   |
| 1953/1954 | Schweden: Einzelmeisterschaft O35 | Mixed       | 1     | Sture Eriksson / Thyra Hedvall (IFK Lidingö / SBK)      |
| 1954/1955 | Schweden: Einzelmeisterschaft O35 | Damendoppel | 1     | Thyra Hedvall / Carin Ternström (SBK / BK Fjäderbollen) |
| 1955/1956 | Schweden: Einzelmeisterschaft O35 | Mixed       | 1     | Sture Eriksson / Thyra Hedvall (IFK Lidingö / SBK)      |
| 1957/1958 | Schweden: Einzelmeisterschaft O35 | Mixed       | 1     | Sture Eriksson / Thyra Hedvall (IFK Lidingö / SBK)      |
| 1959/1960 | Schweden: Einzelmeisterschaft O35 | Damendoppel | 1     | Thyra Hedvall / Ann-Marie Magnusson (SBK / IFK Lidingö) |
| 1961/1962 | Schweden: Einzelmeisterschaft O35 | Damendoppel | 1     | Thyra Hedvall / Britta Mattson (SBK / Göteborgs BK)     |